# Довгастий ящик
Довгастий ящик (англ. The Oblong Box) — англійський фільм жахів 1969 року.

## Сюжет
З Африки повертаються два брата Едвард і Джуліан. В результаті накладеного закляття Едвард перетворився на монстра, і його переховують у замку. Едвард вимагає від свого адвоката Тренча, щоб той знайшов йому доктора, який виправив би його обличчя. Тренч приводить лікаря, той вводить Едварду наркотик, що спричиняє стан клінічної смерті. Тренч і його спільник Нортон мають намір викрасти тіло Едварда. Але коли Джуліан виявляє, що брат помер, він ховає його, перш ніж Тренч починає діяти. Нортон приходить в жах, але Тренч, задоволений тими грошима, які він вже отримав, і каже, що вже нічого не можна зробити. Тим часом місцевий доктор Ньюарт займається тим, що викрадає трупи з могил, щоб використовувати їх для своїх дослідів. Яке ж було його здивування, коли черговий труп вискочив з труни і напав на нього. Цим трупом виявився Едвард, який вийшов зі стану коми. Шантажуючи Ньюарта, Едвард проникає в будинок свого брата і готується до страшної помсти.

## У ролях
| Актор             | Роль          |
| ----------------- | ------------- |
| Вінсент Прайс     | Джуліан       |
| Крістофер Лі      | доктар Ньюарт |
| Руперт Девіс      | Кемп          |
| Ута Левка         | Гайді         |
| Селлі Гісон       | Саллі         |
| Алістер Вільямсон | Едвард        |
| Пітер Арне        | Тренч         |
| Гіларі Гіт        | Елізабет      |
| Максвелл Шоу      | Гакет         |
| Карл Рігг         | Нортон        |